# Жешотко
Жешотко (пол. Rzeszotko) — село в Польщі, у гміні Ойжень Цехановського повіту Мазовецького воєводства.
Населення — 76 осіб (2011).
У 1975-1998 роках село належало до Цехановського воєводства.

## Демографія
Демографічна структура станом на 31 березня 2011 року:
|          | Загалом | Допрацездатний вік | Працездатний вік | Постпрацездатний вік |
| -------- | ------- | ------------------ | ---------------- | -------------------- |
| Чоловіки | 37      | 13                 | 23               | 1                    |
| Жінки    | 39      | 13                 | 22               | 4                    |
| Разом    | 76      | 26                 | 45               | 5                    |